# Rossomyrmex minuchae
Rossomyrmex minuchae es una especie de insecto de la familia Formicidae.
Es una hormiga esclavista endémica de las cumbres del sureste de la península ibérica. Aparece entre los 1900 y los 2100 m s. n. m. en Sierra Nevada, Sierra de Gádor y Sierra de los Filabres. Su única especie hospedadora es otro endemismo del sureste ibérico Proformica longiseta, con poblaciones más abundantes y distribución algo más amplia (entre los 1800 y los 2700 m s. n. m.).
Está catalogada como vulnerable en la Lista Roja de la UICN y aparece en el Libro rojo de los invertebrados de España.